# Josef Podhajský
Josef Podhajský (3. července 1858 Vysoké Mýto – 1. listopadu 1912 Praha) byl český architekt a vyučující na c. k. státních průmyslových školách v Plzni a Praze.

## Život
Josef Podhájský se narodil ve Vysokém Mýtě a reálku absolvoval v blízké Litomyšli. Odborné vzdělání získal ve Vídni na Vysoké škole technické a na Akademii výtvarných umění (1883–1886), kde se věnoval studiu středověké architektury. Už v roce 1885 získal stříbrnou medaili na vídeňské akademii. Podnikl studijní cestu po Nizozemsku, Belgii, Dánsku, Německu a Itálii.
V roce 1889 získal stavitelskou koncesi. Avšak v rakouské metropoli (i kvůli nedostatku kontaktů) nenašel pracovní uplatnění. Proto vstoupil do státních služeb a stal se odborným učitelem na c. k. české průmyslové škole v Plzni, odkud byl brzy přeložen na c. k. vyšší průmyslovou školu v Praze. (ze suplenta na skutečného učitele byl povýšen v září 1891).
Kromě pedagogické činnosti však byl činný i jako architekt, přičemž řada jeho návrhů získala ocenění. Jeho tvorba byla ovlivněna dílem Antonína Wiehla.
Byl zakládajícím členem Jednoty umělců výtvarných v Praze a výboru pro odborné a umělecko-průmyslové školství Výstavy architektury a inženýrství v Praze. Zasedal mj. v porotě na stavbu sokolovny v Pardubicích.
Zemřel dne 1. listopadu 1912, kdy jej ve věku 54 let postihla mrtvice. Zemřel ve svém bytě na Senovážném (tehdy Havlíčkově) náměstí 1985/2 na Novém Městě Pražském.

## Návrhy a realizace

### Praha
Z Prahy lze z jeho díla uvést návrhy na zemské muzeum (1883, obdržel čestné uznání), budovu Živnostenské banky a zastavění průlomu „U Klíčů“ na Malé Straně (v obou případech první cena), či návrh na pražskou měšťanskou besedu. Mezi jeho realizované projekty v Praze patří secesní činžovní dům na Senovážném náměstí 1985/11 (1902) a vila Na Zátorce čp. 258 (1906). Podílel se i na stavbách objektů na Národopisné výstavě českoslovanské v roce 1895, když navrhl slezský statek a jaroměřskou chalupu. Účastnil se i soutěží na chemický ústav české univerzity v Praze či regulaci Josefského náměstí a Malé Strany.

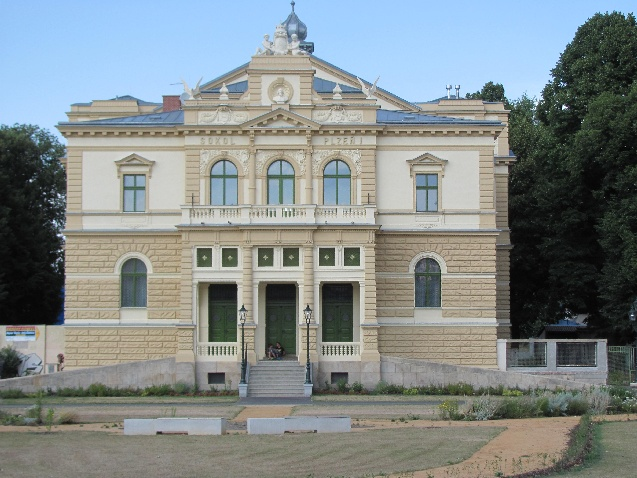
Sokolovna v Plzni

### Plzeňsko
Jeho významnou realizací je sokolovna v Plzni – Štruncových sadech, mimořádně hodnotná novorenesanční stavba (1892–1896). V Plzni se také účastnil architektonické soutěže na výstavbu divadla J. K. Tyla. Na Plzeňsku realizoval i novobarokní přestavbu kostela sv. Jana Křtitele ve Vojenicích (1890–1896).

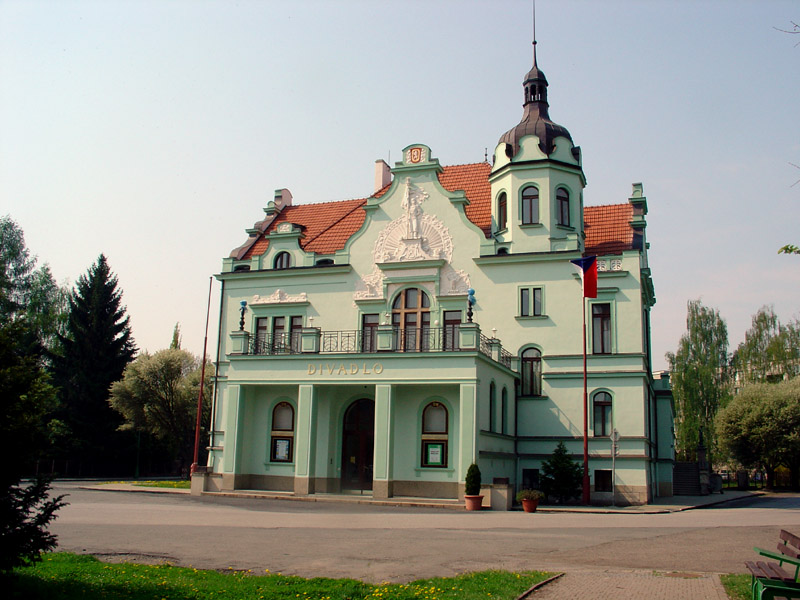
Divadlo (původně sokolovna) v Jaroměři

### Východní Čechy

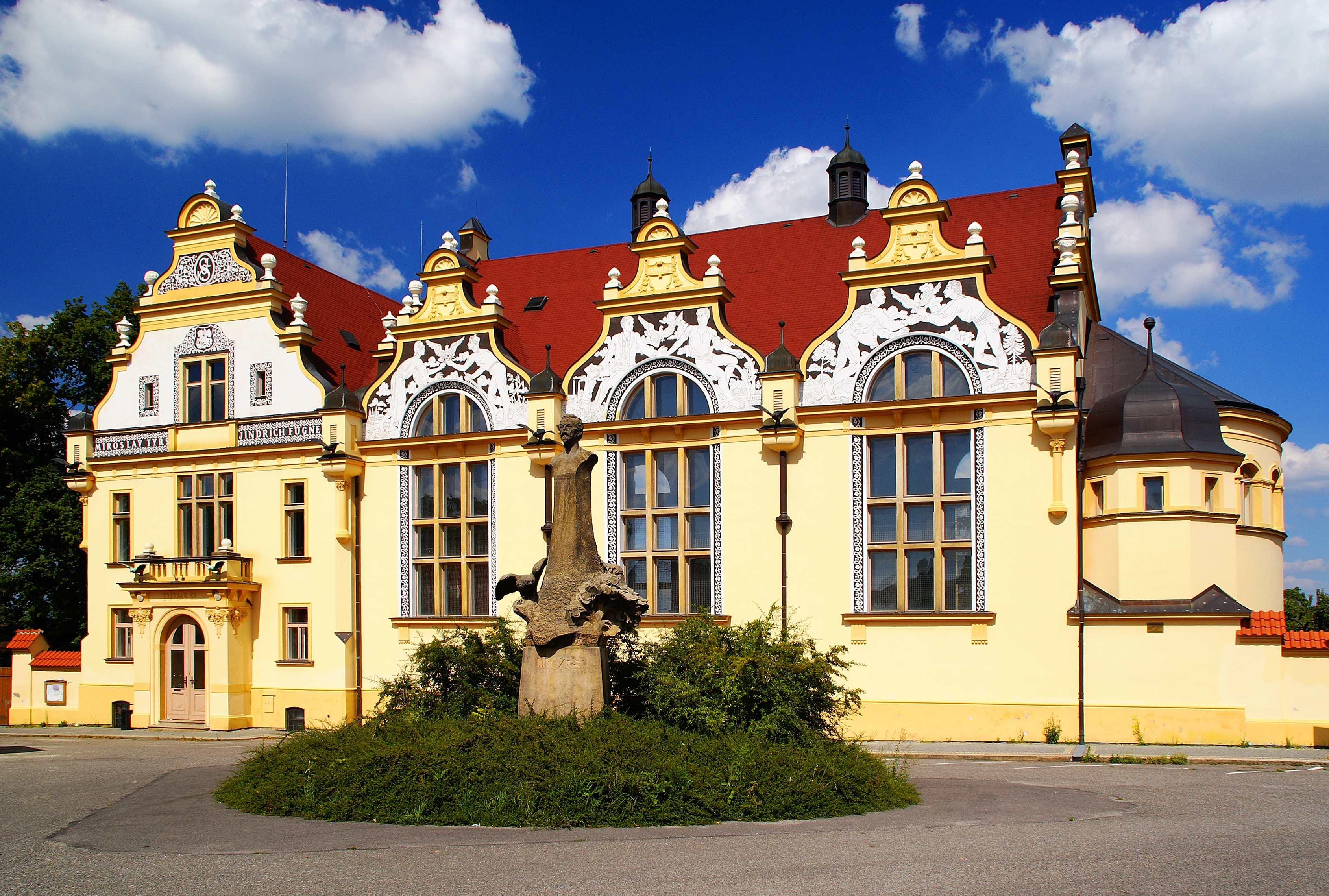
Sokolovna ve Vysokém Mýtě

Většinu svého působení spojil s rodnými východními Čechami. Zasloužil se např. o tyto realizované projekty:
- palmový skleník, Kopidlno, postaven podle vzoru skleníku ve vídeňském Schönbrunnu, nejvýznamnější stavba zámeckého areálu (1894)[16][17]
- vila Josefa Šímy, Riegerova čp. 186, Vysoké Mýto (1899–1901)[18]
- sokolovna ve Vysokém Mýtě (1900–1902)[19][20][21]
- divadlo (někdejší sokolovna) v Jaroměři (1901–1903)[3]

Podílel se na puristické přestavbě kostela sv. Vavřince ve Vysokém Mýtě. Účastnil se také soutěží na záložnu v Českém Brodě či radnici v Pardubicích.

### Zahraničí
- česká turistická chata Ravný, pod Grintovcem (1898–1900).[5][23][24][25]

## Publikační činnost
Byl také publikačně činný. Jeho odborné články vyšly v časopisech Technický Obzor, Architektonický Obzor a vídeňských periodicích Der Architekt a Weiner Bauhütte. Dále sepsal učební text pro pražskou průmyslovou školu o stavitelství a stavebním hospodářství.